# 日本OSS推進フォーラム
日本OSS推進フォーラム（にほんOSSすいしんフォーラム）は、オープンソース・ソフトウェアを活用していく上での課題や普及促進などの活動をオープンに推進し、産業界全体の発展に寄与することを目的として 2004 年に発足した企業コミュニティである。

## 概要
市場における新たなトレンドなど、最新のトピックをテーマとして活動に取り入れ、業界における共通認識の形成・認知の共有、政府提言のとりまとめなどを推進している。
2020年よりサイオステクノロジー上席執行役員の黒坂肇が理事長となり、OSS推進フォーラムの活動方針を変更し、企業が抱える課題の解決や産業界のDX加速につながるOSS活用に向けた活動を目指すことになった。

### 北東アジアOSS推進フォーラム
2003年 国際シンポジウム「日中韓オープンソースビジネス懇談会」（主催JISA）において、日中韓のITサービス産業が各国OSS推進組織と政府関係者の参画による「北東アジアOSS推進フォーラム」を創設され、日本側の窓口として日本OSS推進フォーラムが対応することになった。2019年度をもって一定の成果を得たとして、北東アジアOSS推進フォーラムのワーキンググループ活動は終了した。

### 日本OSS貢献者賞
民主党政権時代の事業仕分けでIPAからオープンソース事業がなくなったことにより、日本OSS貢献者賞は、日本OSS推進フォーラム単独の主催となった。

### OSS鳥瞰図
OSS鳥瞰図は、複雑多岐なオープンソースをOSS初心者が視覚的に俯瞰できるようまとめたものである。鳥瞰図ワーキンググループが、2014年からまとめており、近年は毎年更新されている。 それぞれのカテゴリーでトレンドなソフトウェアまたはシステムが紹介されており、更新毎に入れ替わりがある。